# 오카모토 히데야
오카모토 히데야(일본어: 岡本 英也, 1987년 5월 18일 ~ )는 일본의 전 축구 선수이다.

## 구단 경력
그는 2006년부터 2018년까지 J리그의 감바 오사카, 아비스파 후쿠오카, 가시마 앤틀러스, 알비렉스 니가타, 오이타 트리니타, 파지아노 오카야마, 레노파 야마구치 FC, AC 나가노 파르세이루에서 활동하였다.